# Błażyszki (sielsowiet Widze)
Błażyszki (biał. Блажышкі; ros. Блажишки) – wieś na Białorusi, w obwodzie witebskim, w rejonie brasławskim, w sielsowiecie Widze.

## Historia
W czasach zaborów wieś leżała w granicach Imperium Rosyjskiego.
W latach 1921–1945 wieś leżała w Polsce, w województwie nowogródzkim (od 1926 w województwie wileńskim), w powiecie brasławskim, w gminie Widze.
Według Powszechnego Spisu Ludności z 1921 roku zamieszkiwały tu 144 osoby, 30 było wyznania rzymskokatolickiego, 8 prawosławnego a 106 staroobrzędowego. Jednocześnie 23 mieszkańców zadeklarowało polską przynależność narodową a 121 białoruską. Było tu 27 budynków mieszkalnych. W 1931 w 39 domach zamieszkiwało 239 osób.
Wierni należeli do parafii rzymskokatolickiej i prawosławnej w Widzach. Miejscowość podlegała pod Sąd Grodzki w Opsie i Okręgowy w Wilnie; właściwy urząd pocztowy mieścił się w Widzach.
Do 1959 wieś była siedzibą sielsowietu Błażyszki.